# 小麥帶區 (西澳)

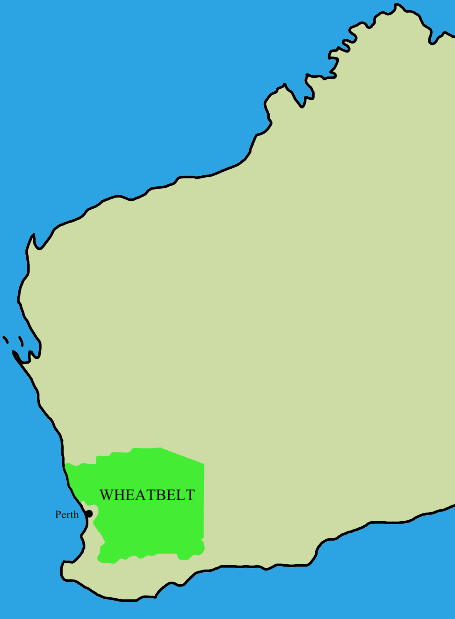
麥帶區位置圖

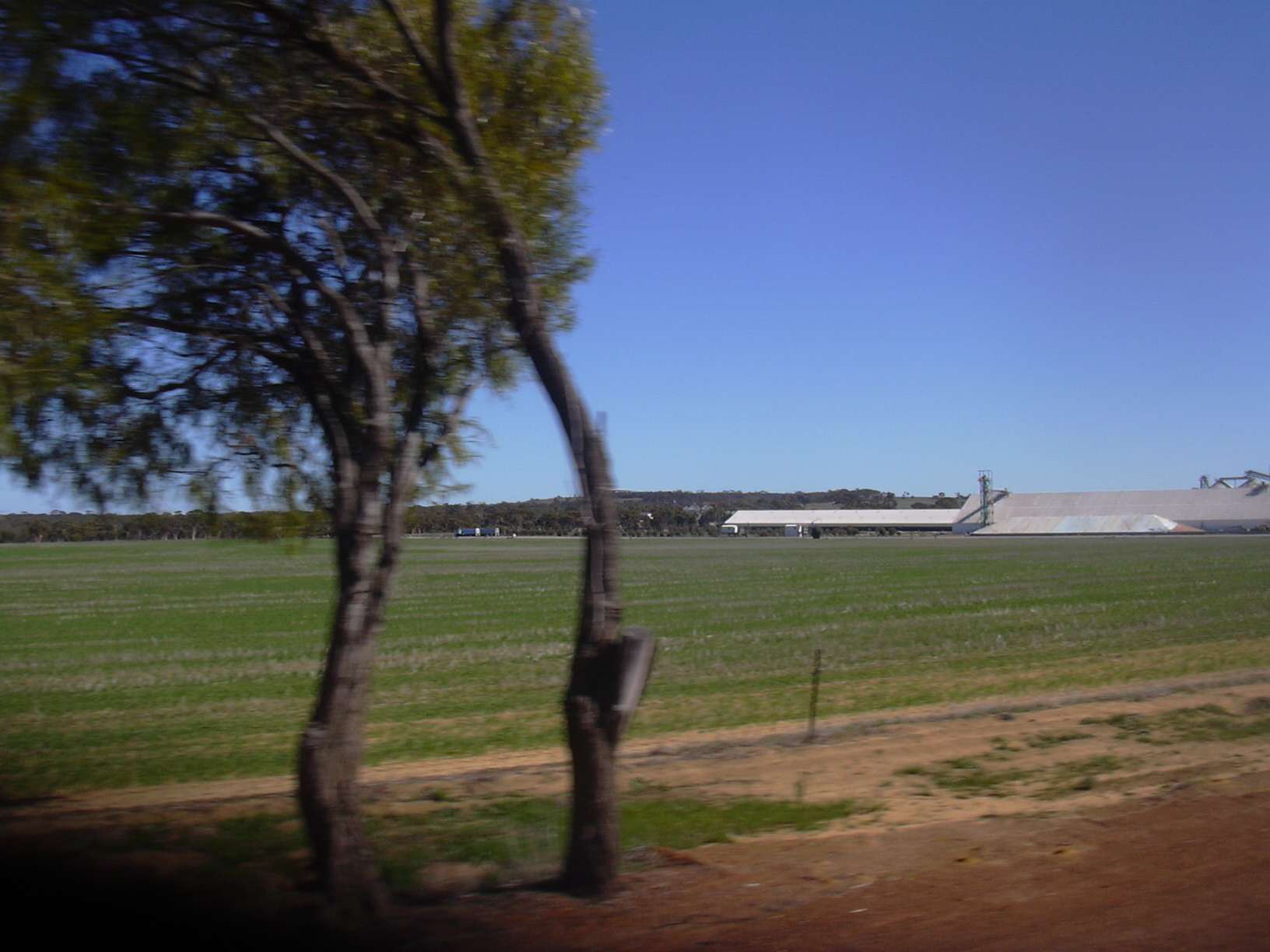
麥帶風光1

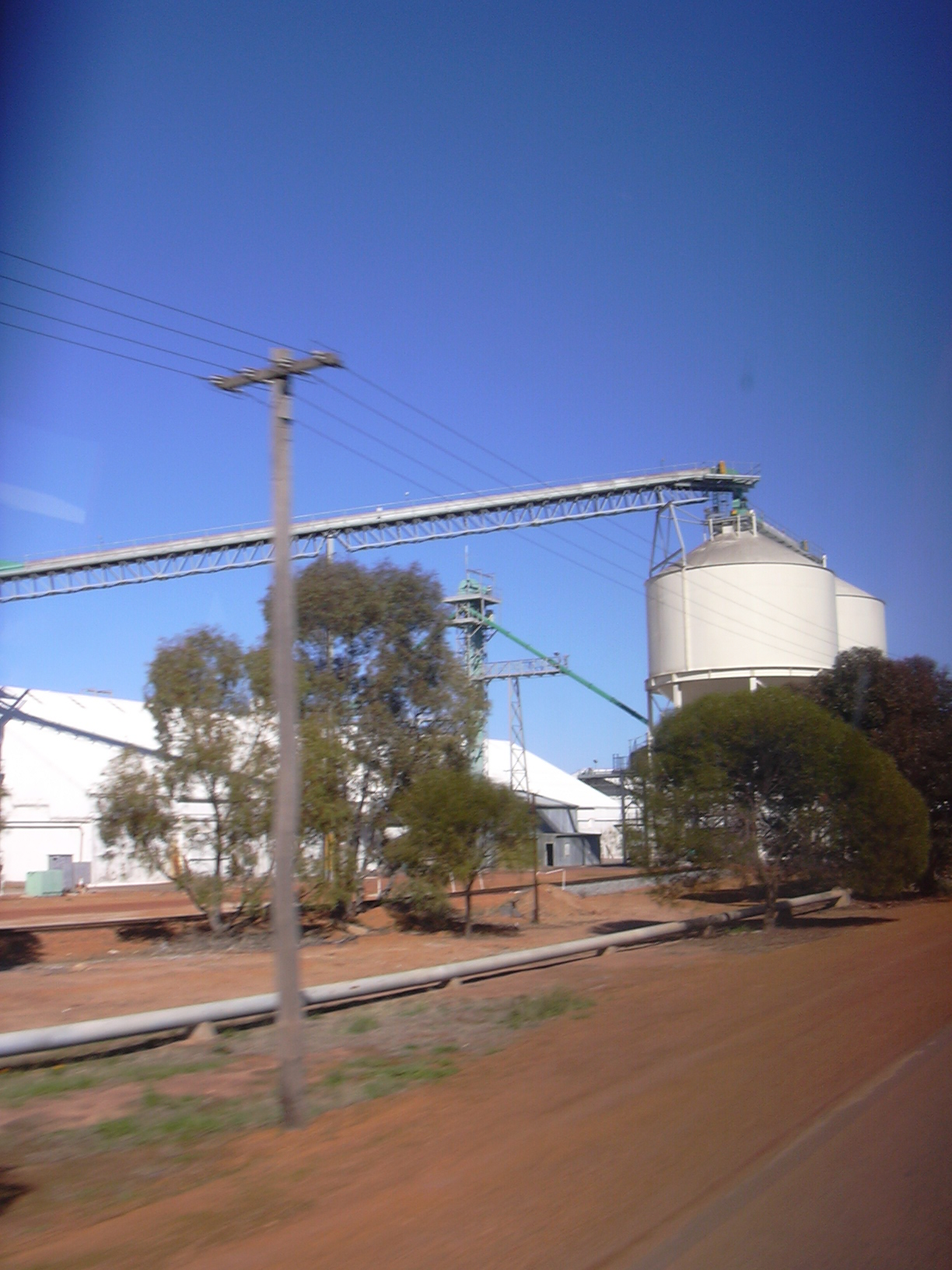
麥帶風光2

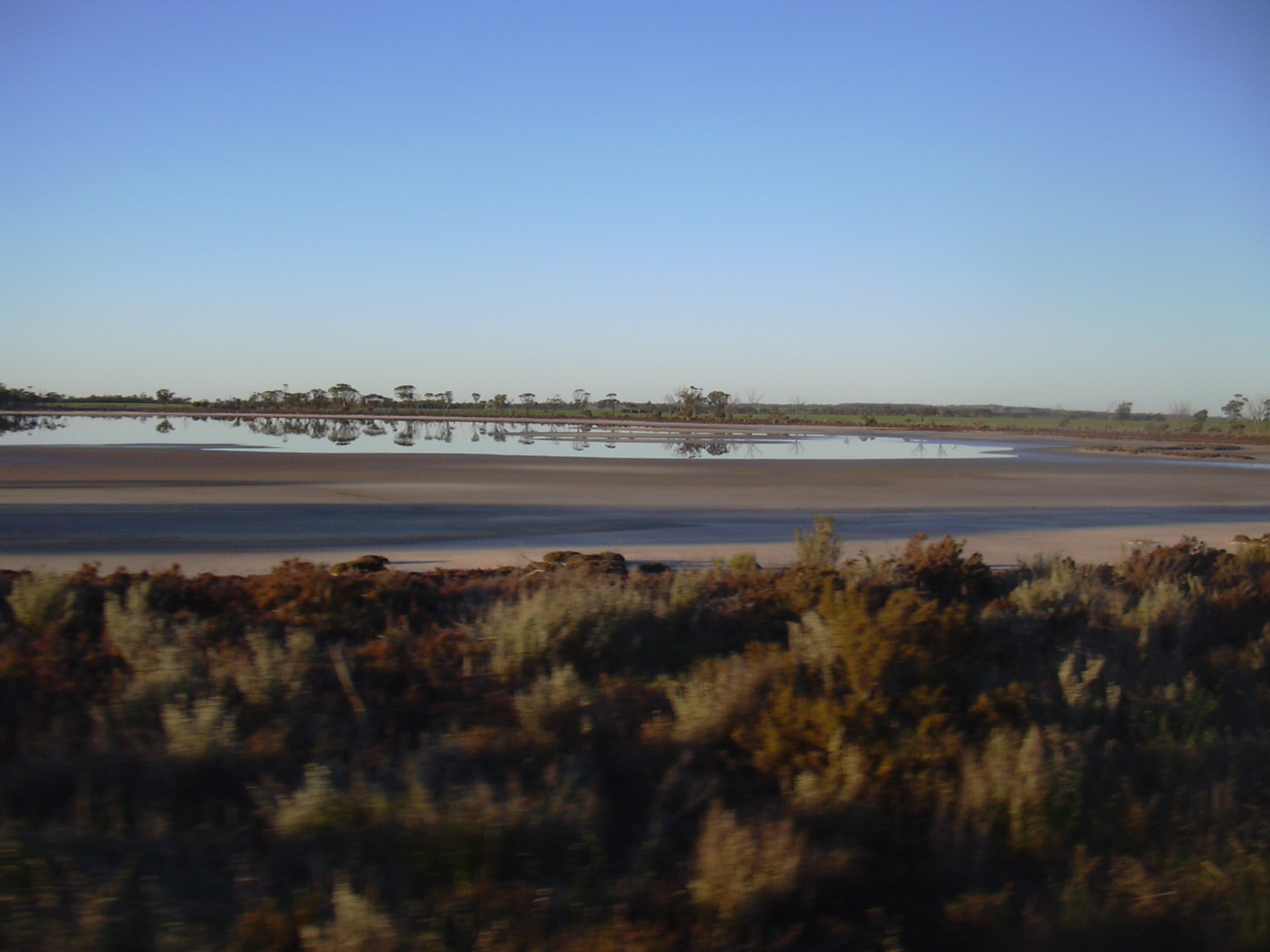
麥帶風光3

麥帶區（英語：Wheatbelt）是澳大利亞西州的九大地區之一，西部與府城伯斯大都會接壤；範圍有154862平方公里，居民有72,000人。區內人口（16,000人）主要集中於諾瑟姆、納羅金、梅里登和穆拉等4鎮上，其餘散布於各地方。

## 概述
麥帶區圍繞著大部份珀斯都會區，從珀斯向北延伸至中西區，並且向東延伸至金礦-斯佩蘭斯區。麥帶區的南部與西南區和大南區毗鄰，而麥帶區西部則與印度洋、珀斯都會區和卑利區接壤。麥帶區的總面積為154,862平方（59,793平方英里）（包括其島嶼），而其總人口則約為72,000人。麥帶區的人口分佈很廣，人口密度為每平方公里0.46人（每平方英里1.2人）。只有約22%人口，即約16,000人居住於麥帶區的四個主要城鎮諾瑟姆、納羅金、梅里登和穆拉，而其餘人口則主要居住在小鎮或無人煙的地帶。

## 氣候
麥帶區包含了一系列的生態系統，因此麥帶區的行業亦多樣化。根據澳大利亞生物地理區域劃分，麥帶區包含很多不同的生態區域，其中包括雅芳麥帶區（Avon Wheatbelt，可再細分為雅芳麥帶區一區和雅芳麥帶區二區）、賈拉森林、杰拉爾頓砂土平原和桉樹地帶。 在海岸附近一帶的麥帶區降雨量相對比較高，而氣候也比較溫暖。

## 經濟
麥帶區內擁有著豐富的產業和生態環境。在西北部、長達150（93英里）的海岸線區域，高雨量、氣候溫和，是一個重要的觀光勝地；與此相反，東部則非常乾燥，多出產礦物，其中包括金礦、镍礦和铁矿。該區域的其餘部份則高度適合發展農業，並且佔有整個西澳大利亞州小麥生產量的三分之二、羊毛生產量的一半，和絕大部分的羊肉、橘子、蜂蜜、花卉等農作物的出產要地。

## 交通
小麦带區擁有广泛的铁路系统，以運送小麦。但部份铁路系统在近代遭廢棄。

## 地方政府區域
除了納羅金之外，所有小麦带區的地方政府區域皆為郡。

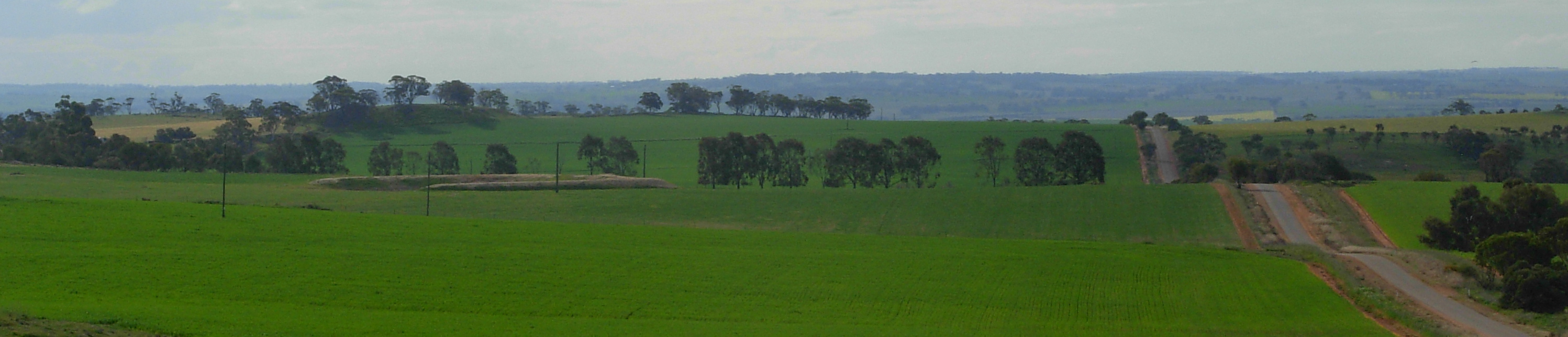
麥帶區景色

- 比佛利
- 布魯克頓
- 布魯斯岩
- 切達玲
- 克里查恩
- 古巴玲
- 昆德丁
- 丹達亞根
- 多華玲紐
- 達華榮
- 登拉瑩
- 金金
- 鈷馬玲
- 凱利博瑞
- 剛迪尼
- 戈達
- 古林
- 格雷斯湖
- 梅里登
- 穆拉
- 馬歇爾山
- 馬金布登
- 納雷賓
- 納羅金（郡）
- 納羅金鎮
- 諾瑟姆
- 農加溫
- 賓加利
- 卡爾維丁
- 譚明
- 吐特雅
- 坦爾寧
- 維多利亞平原
- 維京
- 溫達榮
- 西亞瑟
- 華斯坦尼亞
- 維卡平
- 威廉姆斯
- 溫根-巴拉迪
- 華埃卡陣參
- 伊爾幹
- 約克